# César Franck
César Auguste Jean Guillaume Hubert Franck (ur. 10 grudnia 1822 w Liège, zm. 8 listopada 1890 w Paryżu) – kompozytor i organista pochodzenia belgijskiego.
Urodził się w Liège, współcześnie w Belgii, wtedy w należącym do Holandii.  W latach 1830–1835 uczył się gry na fortepianie, kontrapunktu, harmonii i solfeżu w Królewskim Konserwatorium w Liège. W 1834 roku jako 12-letni chłopiec miał swój pierwszy występ przed królem Leopoldem I z okazji utworzenia Królestwa Belgii. W 1835 roku wraz z bratem Josephem (skrzypkiem) wyjechał do Paryża, gdzie obydwaj uczyli się prywatnie u profesorów Konserwatorium. W latach 1837–1842 studiował w Konserwatorium Paryskim fortepian, organy i kontrapunkt. Zdobył wiele wyróżnień jako pianista, a następnie kompozytor. Startował w słynnym konkursie Prix de Rome, ale nie zdobył nagrody. Był organistą w kościołach Notre-Dame de Lorette (1848–1853), Saint-Jean i Saint-François (1851–1853) oraz Sainte-Clotilde (1858–1890). Pracował w konserwatorium w Paryżu jako profesor organów i improwizacji, kształcąc wielu znanych muzyków (m.in. Ernesta Chaussona, Louisa Vierne'a i Vincenta d’Indy).
Franck znany był przede wszystkim jako doskonały improwizator, a do dziś powszechnym uznaniem cieszy się głównie jego twórczość kompozytorska na organy. Utworem Grand pièce symphonique zapoczątkował tak zwany symfonizm organowy, który charakteryzował się orkiestrowym traktowaniem instrumentu (wybór konkretnie zaplanowanych głosów, płynna modyfikacja dynamiki brzmienia) oraz był nieodłącznie związany z instrumentami wielkiego organmistrza, Aristide'a Cavaillé-Colla. Kontynuatorami symfonizmu organowego byli: Charles-Marie Widor, Alexandre Guilmant, Henri Mulet i Louis Vierne. Franck brał udział w inauguracji wielu nowo powstających organów budowanych przez ówczesnych najwybitniejszych twórców.
Ostatnim cyklem utworów organowych jest zbiór „Trzech chorałów” (E-dur, h-moll, a-moll). Chorał a-moll jest ostatnim utworem autora, stworzonym jesienią 1890 roku, gdy Franck odbywał rekonwalescencję po wypadku samochodowym, któremu uległ w Paryżu.
Prócz utworów na organy pisał także utwory orkiestrowe (Symfonia d-moll, Wariacje symfoniczne, poematy symfoniczne: Les Éolides, Le chasseur maudit, Rédemption, Les Djinns) i kameralne (Sonata A-dur na skrzypce i fortepian, Kwintet smyczkowy f-moll). Jeden z jego najsłynniejszych utworów sakralnych to parafraza modlitwy łacińskiej w opracowaniu na głos z organami, Panis Angelicus.
W 1884 został odznaczony krzyżem kawalerskim Orderu Palm Akademickich, a w rok później krzyżem kawalerskim Orderu Legii Honorowej. Na skwerze przed neogotycką bazyliką Sainte-Clotilde umieszczono kamienny monument ku czci kompozytora, na którym przedstawiono go w pozie twórczego zamyślenia przy kontuarze tutejszego instrumentu Cavaillé-Colla.